# Aenictus villiersi
Aenictus villiersi é uma espécie de formiga do gênero Aenictus.